# Giuncugnano
Giuncugnano är en ort och frazione i kommunen Sillano Giuncugnano i provinsen Lucca i regionen Toscana i Italien. 
Giuncugnano upphörde som kommun den 1 januari 2015 och bildade med den tidigare kommunen Sillano den nya kommunen Sillano Giuncugnano. Den tidigare kommunen hade 471 invånare (2015).